# I powstanie pruskie
I powstanie pruskie – wybuchło wiosną 1242; przyczyną było traktowanie Prusów jak niewolników i zmuszanie ich siłą do zmiany religii przez zakon krzyżacki. 
Impulsem powstania była klęska połączonych wojsk zakonów krzyżackiego i kawalerów mieczowych w bitwie z wojskami ruskimi na jeziorze Pejpus. Na wiadomość o krzyżackiej klęsce książę Świętopełk II udzielił powstańcom pomocy i rozpoczął walkę o Wisłę. Ściągał cło ze statków zakonu, zajął niemieckie statki na Wiśle, a później wstrzymał całą żeglugę, co odcięło zamki krzyżackie od zaopatrzenia. Zachodnie plemiona Prusów wyrzekły się chrześcijaństwa. Krzyżacy zostali wyparci z większości zamków i miast. Krzyżacy zachowali jedynie silne grody: Elbląg i Balga na wybrzeżu; Radzyń, Chełmno i Toruń na ziemi chełmińskiej. Największy sukces osiągnęli Prusowie latem 1243 roku w bitwie pod Rządzem w pobliżu Grudziądza, gdzie rozbili wojska krzyżackie. 
Dopiero po latach krwawych walk Krzyżacy zdołali ponownie opanować kraj. 
Największy sukces Krzyżaków w tym powstaniu, to zwycięstwo w bitwie pod Dzierzgoniem (1248), w wyniku którego 7 lutego 1249 podpisano układ w Dzierzgoniu. Na jego mocy Prusom zostały podyktowane stosunkowo łagodne warunki i zachowano część ich praw i przywilejów.